# Hugo Österman
Hugo Viktor Österman (Helsinki, 5 settembre 1892 – Helsinki, 17 febbraio 1975) è stato un generale finlandese.

## Biografia
Österman nacque ad Helsinki, in Finlandia, allora provincia dell'impero russo, nel 1892, figlio del conte Viktor Vilfrid e di Karin Ahlqvist, terzogenita del filologo August Ahlqvist. La sua famiglia era di origini tedesche, il suo capostipite era stato il conte Andrej Ivanovič Osterman, ministro di stato russo nel XVIII secolo ed originario della Vestfalia; gli Osterman si erano completamente inseriti nella nobiltà russa, si erano imparentati con i Tolstoj e possedevano grandi latifondi in Ingria, ma la famiglia della madre di Hugo apparteneva alla borghesia intellettuale finlandese ed il nonno era stato uno dei principali filologi del Kalevala; in questo ambiente crebbe il giovane Hugo.
Österman fu educato presso il ginnasio di Helsinki e la scuola per cadetti di Hamina, dalla quale uscì sottotenente di fanteria nel 1913; partecipò alla prima guerra mondiale servendo nell'esercito imperiale russo ma nel 1916 cadde prigioniero in Livonia dell'esercito tedesco e come molti altri compatrioti che servivano tra i russi decise di passare al Movimento Jaeger, un corpo speciale dell'esercito tedesco composto esclusivamente da finlandesi che lottavano per una nazione finlandese alleata della Germania e retta da un principe tedesco. Con lui servirono Juho Heiskanen, Kurt Martti Wallenius, Lauri Malmberg, Jarl Ludqvist e molti altri.
Nel 1917 fu promosso tenente e l'anno successivo poté finalmente tornare in Finlandia (dove i russi a causa del suo tradimento avevano confiscato i beni di famiglia); qui era stato costituito il Regno di Finlandia, una nazione indipendente retta formalmente dal principe Federico Carlo d'Assia-Kassel e di fatto dal maresciallo barone Carl Gustaf Emil Mannerheim; servì contro i russi tra la Guardia bianca e nel 1921 fu promosso capitano e divenne membro effettivo dell'esercito finlandese.
Tra il 1922 e il 1928 fu addetto al ministero della difesa e tra il 1929 e il 1933 addetto militare all'ambasciata finlandese a Londra; nel 1933 divenne comandante in capo dell'esercito finlandese. Nel 1927 era stato promosso maggiore, nel 1930 colonnello e nel 1935 maggior generale.
Durante la guerra d'inverno fu comandante dell'Armata dell'Istmo di Carelia con il grado di tenente generale, fino alle dimissioni rassegnate il 19 febbraio 1940 quando le linee finlandesi furono rotte. Successivamente organizzò con Hannu Hannuksela una divisione di SS finlandesi che avrebbero servito come supporto della 11. SS Freiwilligen-Panzergrenadier-Division ''Nordland'' e fu per molto tempo rappresentante finlandese al quartier generale di Hitler. Dopo la guerra dovette lasciare ogni incarico militare a causa dei suoi trascorsi e la vicinanza all'Asse. Visse per diversi anni in Svezia ma morì ad Helsinki.